# Alexandre Jioshvili
Alexandre Jioshvili est un joueur franco-géorgien de volley-ball né le 11 avril 1975. Il mesure 1,97 m et joue attaquant. Il est marié avec la joueuse franco-géorgienne de volley-ball Victoria Ravva.

## Clubs
| Club         | Pays   | De        | À         |
| ------------ | ------ | --------- | --------- |
| AS Monaco    | France | …         | 2000-2001 |
| Avignon VB   | France | 2001-2002 | 2002-2003 |
| GFCO Ajaccio | France | 2003-2004 | 2003-2004 |
| Nice VB      | France | 2004-2005 | 2008-2009 |
| GFCO Ajaccio | France | 2009-2010 | …         |